# Гэй, Марвин
Марвин Пенц Гэй младший (англ. Marvin Pentz Gaye, Jr.; 2 апреля 1939, Вашингтон — 1 апреля 1984, Лос-Анджелес) — американский певец, аранжировщик, музыкант-мультиинструменталист, автор песен и музыкальный продюсер, наряду со Стиви Уандером стоявший у истоков современного ритм-энд-блюза.
Прозванный «князем Мотауна», Гэй эволюционировал от лёгкого мотауновского ритм-энд-блюза к изысканному соулу альбомов «What’s Going On» (1971) и «Let’s Get It On» (1973), которые считаются его шедеврами. В числе первых он превратил ритм-энд-блюз из лёгкого развлекательного жанра в способ художественного самовыражения, позволивший ему доносить личную боль и политические взгляды до миллионов слушателей.
Погиб во время семейной ссоры от руки отца за день до своего 45-летия, 1 апреля 1984 года. При создании Зала славы рок-н-ролла (1987) в нём было увековечено и имя Марвина Гэя.

## Ранние годы
Гэй родился в семье священнослужителя (писавшего свою фамилию Gay) из консервативной Церкви адвентистов седьмого дня, который практически ежедневно избивал сына, чтобы привить ему нормы своей морали. По окончании школы Гэй служил в ВВС США, после чего пел в разных вашингтонских ду-вуп-коллективах, включая The Rainbows — группу, одно время работавшую с Бо Дидли.
Гастролируя в Детройте, этот коллектив (сменивший название на The Moonglows) привлёк в 1961 г. внимание начинающего продюсера Берри Горди, который предложил певцу с приятным тембром голоса и трёхоктавным диапазоном контракт с только что основанным им лейблом «Motown». В конце 1961 года Гэй женился на сестре Горди, Анне (которая была старше его на 17 лет), и стал играть на ударных на записях мотауновского вице-президента Смоуки Робинсона.

## Сотрудничество с «Мотауном»
Первые сольные записи Гэя не предвещали, что он в дальнейшем станет великим артистом. Марвин мечтал о чувственных балладах и видел себя новым Синатрой, тогда как его коллеги по лейблу считали, что его будущее — за незамысловатыми танцевальными номерами. В 1963 году его танцевальные записи стали достигать нижних пределов чартов, но только одна из них («Pride and Joy») достигла первой десятки.
Во время своей работы на «Мотаун» Гэй записал полсотни синглов, из которых 39 попали в число 40 лучших песен США. Многие из этих песен он сам же написал и аранжировал. По итогам 1965 года он вошёл в число самых успешных мотауновских исполнителей; в лучшей десятке отметились его синглы «Ain’t That Peculiar», «I’ll Be Doggone» и «How Sweet It Is».
Вершиной же мотауновского звучания считается сингл «I Heard It Through the Grapevine», первоначально записанный Смоуки Робинсоном, а затем — его протеже Глэдис Найт. Версия Марвина Гэя, несмотря на сопротивление руководителей лейбла, была всё-таки выпущена синглом и на исходе 1968 года возглавила Billboard Hot 100, удерживая первую строчку на протяжении 7 недель. Впоследствии её включили в свой репертуар Элтон Джон, Эми Уайнхаус и многие другие исполнители.
Помимо сольных записей, Гэй всегда считался мастером романтических дуэтов. В 1964 году лейбл поручил ему записать альбом дуэтов с Мэри Уэллс, считавшейся в то время примой детройтского соула. В 1967 году его партнёршей по дуэтам была избрана Тамми Террелл, с которой он записал такие коммерчески успешные хиты, как «Ain’t No Mountain High Enough» и «You’re All I Need to Get By». В конце года Террелл потеряла сознание во время выступления с Гэем, вскоре после чего у неё была диагностирована опухоль мозга. Многочисленные операции не привели к улучшению. Смерть Тамми Террелл в марте 1970 года стала глубоким потрясением для Гэя, вызвав депрессию, сопровождавшую певца на протяжении всей дальнейшей жизни.

## What’s Going On
В годы активной борьбы чернокожих за свои права, к которой подключились ведущие музыканты (Сэм Кук, Джеймс Браун, Отис Реддинг, Арета Франклин), артистам «Мотауна» было указано всячески избегать социальных шероховатостей. Эта установка вызывала острое неприятие Гэя, который считал предлагавшийся ему незамысловатый и откровенно коммерческий ритм-энд-блюз недостойным своего таланта. Постоянные конфликты с шурином и растущее отчуждение с женой заставили его на исходе десятилетия практически прекратить записываться.
В начале 1971 года Гэй вернулся в музыкальную индустрию с концептуальным альбомом «What’s Going On», песни для которого он сам написал и спродюсировал. Работа над диском проходила под влиянием рассказов демобилизованного брата о войне во Вьетнаме, размышлений о бедности и дискриминации, которым подвергаются обитатели чёрных гетто, о распространении там наркомании и коррупции, о бедственном состоянии окружающей среды. Все эти темы нашли отражение в песнях альбома. В заглавной композиции (4-е место в списке 500 величайших песен всех времён по версии журнала Rolling Stone) заложен призыв к миру и взаимопониманию, созвучный с написанной примерно в то же время ленноновской «Imagine».
«What’s Going On» стал вехой в истории ритм-энд-блюза, обозначив разрыв исполнителя со стилем и содержанием своих предыдущих пластинок. На этой записи упор сделан на ударные, звучание обогащено мотивами джаза и классической музыки, результатом является на удивление утончённый и пластичный саунд, навсегда изменивший музыку соул. Горди усложнённость и амбициозность альбома поставили в тупик. Он отказывал ему в релизе до тех пор, пока заглавный трек не достиг 2-го места в поп-чартах. Также в десятке отметились ещё две песни с пластинки — «Mercy Mercy Me» и «Inner City Blues».
Сразу по окончании работы над диском Марвин принимается за написание инструментальной, почти джазовой звуковой дорожки к фильму «Trouble Man», посвящённому нелёгкой доле чернокожих.

## Let’s Get It On
В своих последующих работах Гэй отходит от активной социальной позиции, которой был отмечен его наиболее личный альбом. Чувственность многих его ранних записей в полной мере проявилась в альбоме «Let’s Get It On» (1973), своей откровенной лирикой сокрушивший многие табу, бытовавшие в музыкальной индустрии. Критики называли этот диск сексуальной революцией в ритм-н-блюзе. Заглавный трек достиг 1-го места в Billboard Hot 100 и стал одной из визитных карточек исполнителя.
В том же 1973 году Гэй записал очередной (и, пожалуй, наиболее известный) альбом дуэтов, на этот раз с мотауновской дивой Дайаной Росс. Следующий альбом «I Want You» (1976) продолжал линию на воспевание чувственной страсти, начатую «Let’s Get It On», однако его релиз был задержан разводом певца с Анной Горди. Оставшуюся часть десятилетия внимание певца поглощали судебные тяжбы, связанные с разводом. Поклонникам приходилось довольствоваться перевыпусками более ранних записей, а также концертным альбомом 1977 года, одна из песен с которого («Got to Give It Up») стала третьим и последним чарттопером в карьере Гэя.

## Последние годы
Последние годы жизни Гэя были осложнены не только двумя разводами (певец был женат на Дженис Хантер с 1977 по 1981 год), но и сопровождавшими их тяжбами относительно налогов и алиментов. Чтобы вернуть себе творческий запал, музыкант переезжает на Гавайи, но там ему приходится бороться с обострившейся кокаиновой зависимостью. В 1981 году он начинает работу над амбициозным проектом «In Our Lifetime», который, по мнению певца, был ремикширован и запущен в продажу лейблом без его согласия.
Разорвав после этого инцидента длительные отношения с «Мотауном», Марвин Гэй записывает альбом «Midnight Love». Синглом с него была выпущена задуманная как «сопровождение для занятий любовью» песня «Sexual Healing», покорившая в 1983 г. чарты по всему миру.
Марвин Гэй погиб в 44 года, за день до его 45-летия. Отец во время перепалки выхватил пистолет и два раза выстрелил в сына.

### Студийные альбомы
- The Soulful Moods of Marvin Gaye (1962)
- That Stubborn Kinda Fellow (1963)
- Recorded Live on Stage (1963)
- Hello Broadway (1964)
- When I’m Alone I Cry (1964)
- How Sweet It Is to Be Loved By You (1965)
- A Tribute to the Great Nat "King" Cole (1965)
- Moods of Marvin Gaye (1966)
- In the Groove (1968)
- M.P.G. (1969)
- Marvin Gaye & His Girls (1969)
- That’s the Way Love Is (1970)
- What’s Going On (1971)
- Trouble Man (1972)
- Let’s Get It On (1973)
- Marvin Gaye Live! (1974)
- I Want You (1976)
- Live at the London Palladium (1977)
- Here, My Dear (1978)
- In Our Lifetime (1981)
- Midnight Love (1982)